# Thin provisioning
Thin provisioning je způsob využívání virtualizační technologie, které má zajistit dojem, že existuje více fyzických prostředků, než je ve skutečnosti k dispozici. K aplikaci této technologie dochází v případě, že nemáme dostatek volných prostředků typu úložného prostoru například, ale je možné ji použít v souvislosti s libovolným prostředkem. Zřetelným příkladem může být také využití v prostředí, kdy organizace provozuje jeden fyzický server a na něm např. čtyři virtuální servery. I když má fyzický server limitovanou velikost operační paměti (např. 8 GB), mohu nadefinovat na virtuálních serverech v součtu více operační paměti, než kolik je fyzicky dostupné (např. každý virtuální server bude pracovat se 4 GB RAM). Pokročilými systémovými technikami (know-how výrobců virtualizačních technologií) je pak možné sdílet RAM fyzického serveru tak, že opravdu vzniká dojem nezávislých virtuálních serverů s definovanou virtuální velikostí RAM - tyto techniky např. umožňují sdílet podobné bloky dat, využívat nevyužitou paměť jednoho virtuální serveru jiným apod.
Významným důvodem pro použití technologie thin provisioning je zjevně úspora při investicích do infrastruktury. Mohu nastavit využití zdrojů v dostatečné (nikoliv tedy maximální) kapacitě pro konkrétní časové období. Při neexistenci thin provisioning (tedy stav nazývaný fat- nebo thick provisioning) technologie je kladen vyšší nárok na plánování zdrojů v průběhu času a fyzické technologie jsou pořizovány v naddimenzované hodnotě pro daný časový úsek. Jde tedy o pořízení prostředků "do rezervy" pro budoucí růst. Thin provisioning naopak umožňuje nakoupit fyzické prostředky pro právě konkrétní potřeby služeb, přičemž je v průběhu času možné dokupovat požadovanou kapacitu opět podle aktuální potřeby.